# Gabriel Álvarez de Toledo
Gabriel Álvarez de Toledo y Pellicer de Tovar (Sevilla, 15 de març de 1662 - Madrid, 17 de gener de 1714) va ser un poeta, historiador i teòleg espanyol.
D'ascendència portuguesa, va ser un veritable humanista, interessat en filosofia i filologia. Coneixia les llengües clàssiques, segons sembla també les semítiques i diverses llengües modernes, com el francès, l'italià i l'alemany. Va ser bibliotecari major del rei i oficial de la Secretaria d'Estat. Va pertànyer a l'Orde de Sant Jaume i va ser un dels fundadors de la Reial Acadèmia Espanyola. En la seva vida es distingeixen dos períodes, un de profà -dedicat a les lletres amenes- i un altre religiós -absorbit per temes ascètics, com en el seu sonet La muerte és la vida-.
Les seves obres poètiques van aparèixer després de la seva mort a Madrid en 1744, gràcies a la preocupació de Diego de Torres Villarroel, amb el títol Obras pósthumas poéticas, con la Burromaquia. És aquest últim un extens poema d'èpica burlesca en romanç heroic. També destaquen les complantes A mi pensamiento, de tema místic, i els romanços que formen la part religiosa de la seva producció. En la seva poesia predomina completament el culteranisme, dins del qual utilitza complexes metàfores, i també el conceptisme.
La seva Història de l'Església i del món, des de la seva creació al diluvi (1713) feia una interpretació del Gènesi des de la teoria atomista, la qual cosa va suscitar la resposta polèmica de fra Francisco Polanco que va batejar com novatores als partidaris de la modernització científica d'Espanya.